# Hippocratea stuhlmanniana
Hippocratea stuhlmanniana är en benvedsväxtart som beskrevs av Ludwig Eduard Theodor Loesener. Hippocratea stuhlmanniana ingår i släktet Hippocratea och familjen Celastraceae. Inga underarter finns listade.